# Nydia H. Gordillo Gómez
Nydia H. Gordillo Gómez (c. 1920-11 de octubre de 1998) fue una enfermera argentina, y una de las profesionales sanitarias más influyentes en el desarrollo de la enfermería en Argentina.

## Biografía
En 1943, con 23 años de edad, egresó de la filial cordobesa de la Escuela de Enfermería de la Cruz Roja Argentina, e inmediatamente inició su carrera profesional como enfermera e instrumentadora en el Hospital Nacional de Clínicas y Hospital Español en Córdoba. Tras cinco años de trabajo, acude becada a un posgrado en administración y supervisión de enfermería en el New England Deaconess Hospital en Boston (Massachusetts, Estados Unidos).
Volvió a la Argentina en 1956, e impulsó, junto a Olga Filippini, Julia Widdington y Julia Bazán, la creación del Departamento Provincial de Enfermería y de la Escuela de Enfermería de la Universidad Nacional de Córdoba, donde además de profesora fue su directora hasta 1973. Desde dicha institución educativa, promovió a nivel nacional el desarrollo integral de la profesión con el apoyo y cooperación de la Organización Panamericana de la Salud (OSP) y la Organización Mundial de la Salud (OMS).
En 1959 creó la Asociación de Enfermería de Córdoba, de la que fue muchas veces su presidenta. Seis años después, en 1965, integró el grupo de fundadoras de la Federación Argentina de Enfermería (FAE), y al año siguiente, la Asociación de Escuelas Universitarias de la República Argentina. Además de su servicio a la salud pública, también organizó y dirigió el Servicio de Enfermería del Hospital Privado de Córdoba.
En 1973 trabajó en un proyecto de Educación de Enfermería en República Dominicana y también como asesora de Enfermería de la OPS/OMS (1974-1977) y consultora en Recursos Humanos (1978-1979). En abril de 1985 volvió a la Argentina y fue elegida nuevamente como directora de la Escuela de Enfermería de la Facultad de Ciencias Médicas de la Universidad Nacional de Córdoba. En esta etapa se desempeñó como Profesora Titular de las cátedras de Desarrollo Histórico de Enfermería, Ética Profesional y finalmente Deontología y Problemática en Enfermería. En 1991 impulsó el Programa de Educación a Distancia. Al año siguiente culminó su mandato como directora de la Escuela de Enfermería, pero se mantuvo a cargo del Programa de Educación a Distancia y la cátedra de Deontología. Posteriormente asumió la dirección compartida de la Maestría en Salud Materno-Infantil de la Escuela de Graduados de la Universidad Nacional de Córdoba desde 1994 a la fecha de su fallecimiento en 1998.

## Homenajes
El 25 de marzo de 1988 recibió el diploma de Profesor Consulto de la Universidad Nacional de Córdoba.
Desde 2005, durante la celebración del Congreso Nacional de Enfermería, la Federación Argentina de Enfermería (FAE) entrega el «Premio Nydia Gordillo Gómez: Liderazgo en la Enfermería».
Una calle de la Ciudad Universitaria de Córdoba fue bautizada como «Calle Enfermera Gordillo Gómez» en su honor.